# Berryville (Teksas)
Berryville je gradić u američkoj saveznoj državi Teksas. Prema popisu stanovništva iz 2010. u njemu je živjelo 975 stanovnika.